# 27327 Lindaplante
27327 Lindaplante este un asteroid din centura principală de asteroizi.

## Descriere
27327 Lindaplante este un asteroid din centura principală de asteroizi. A fost descoperit pe 3 februarie 2000 la Socorro, New Mexico, în cadrul proiectului LINEAR. Asteroidul prezintă o orbită caracterizată de o semiaxă mare de 2,42 ua, o excentricitate de 0,18 și o înclinație de 1,1° în raport cu ecliptica.